# Can Peralada
Can Peralada és una masia de Llampaies, al municipi de Saus, Camallera i Llampaies (Alt Empordà) inclosa a l'Inventari del Patrimoni Arquitectònic de Catalunya. Està situada dins del petit nucli urbà de la població de Llampaies, a la banda nord del terme, al barri del Puig.

## Descripció
És una masia urbana de planta rectangular, formada per dos cossos adossats i envoltada de jardí. L'edifici principal està format per tres crugies, amb la coberta de teula de dues vessants i distribuït en planta baixa, pis i golfes. Presenta un porxo rectangular adossat a l'extrem de ponent de la façana, amb dues grans arcades de mig punt bastides en pedra, cobertes amb una terrassa al nivell del pis.
La façana principal de la masia, orientada a migdia, presenta un gran portal d'accés d'arc de mig punt, bastit amb grans dovelles i decorat amb un escut gravat a la clau. L'escut està dividit en quatre parts i s'hi representa una àguila bicèfala coronada, que al·ludeix a la casa d'Àustria. Damunt del portal hi ha una finestra rectangular motllurada, amb un gran frontó semicircular apetxinat a la part superior i la llinda plana decorada amb un fris gravat amb motius figuratius i vegetals. A la base presenta un carreu esculpit amb la imatge d'una màscara amb la boca oberta i un llarg bigoti i barba.
La planta noble presenta dues finestres més, una a cada extrem de la façana, tot i que la de ponent està força degradada. Són obertures d'arc conopial amb una interessant decoració escultòrica a la llinda. La resta d'obertures han estat restituïdes. La façana de llevant presenta diverses obertures rectangulars, amb els brancals bastits amb carreus ben desbastats i les llindes planes. De l'interior de l'edifici, tot i que força modificat, conserva una gran sala coberta amb empostissats de fusta sostinguts per un gran arc, actualment reconvertit en dos mitjançant un pilar central. També hi ha elements escultòrics destacables a l'interior, sobretot a les llindes de les obertures.
La construcció té diverses construccions annexes i està bastida amb pedra desbastada disposada formant filades més o menys regulars. A les cantonades hi ha carreus ben escairats.

## Història
L'edifici de Can Peralada data dels segles XVI-XVII. Al llarg dels anys ha experimentat diverses modificacions que han alterat el conjunt. Fa no gaire temps, dues finestres decorades situades a la façana de llevant de la casa van ser traslladades al castell de Valldavià, del mateix propietari, amb motiu de la seva restauració. Aquesta masia, qualificada per J. Badia com a "un dels casals més interessants d'entre els edificis de caràcter popular i d'estil renaixentista que es conserven a l'Empordà" es troba en procés de degradació.